# Dungeness

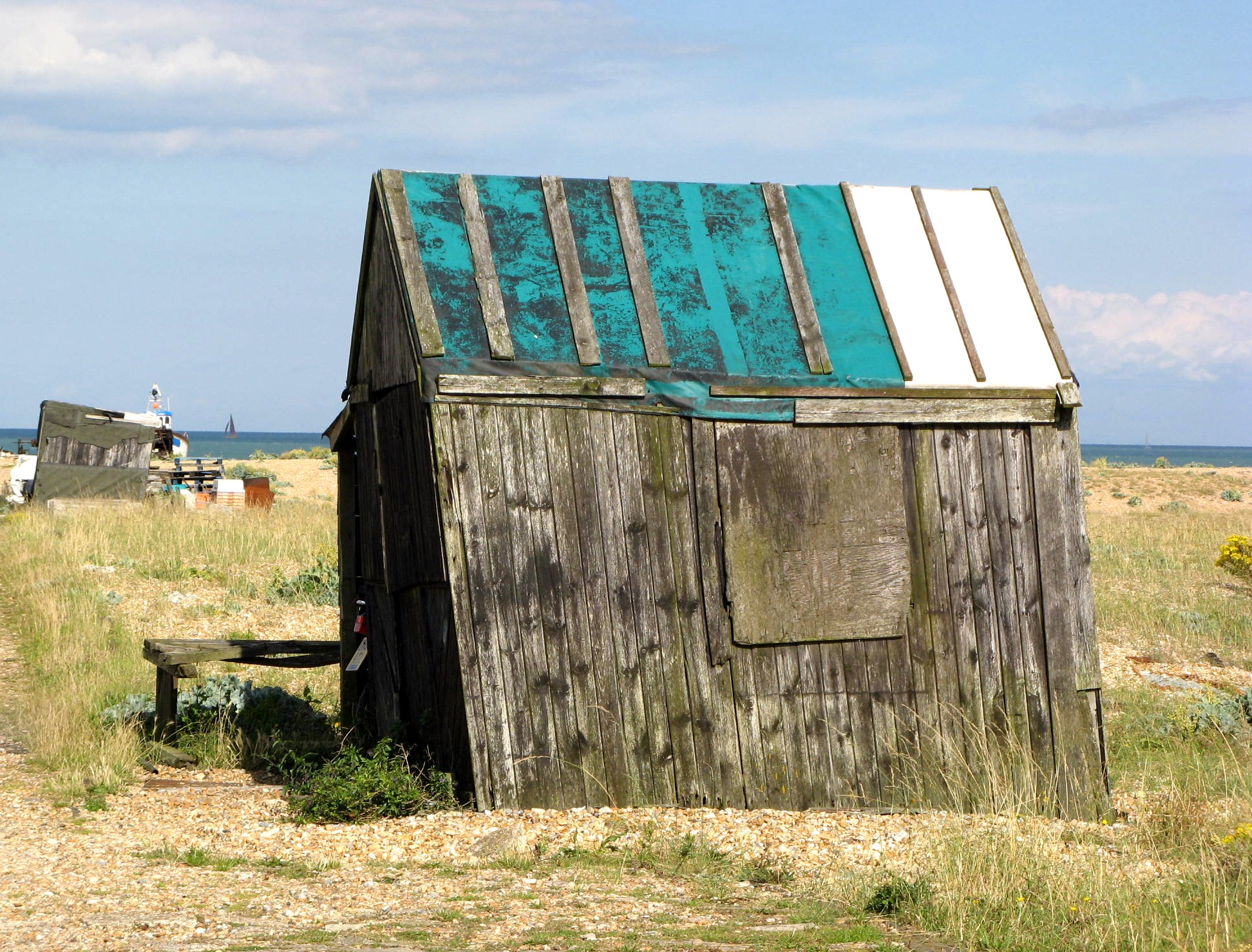
Typische Ansicht von Dungeness

Dungeness ist eine Landspitze mit Kiesstrand im Gebiet der Romney Marsh in Kent, England. Gleichzeitig ist es auch der Name der Künstlergemeinschaft "Village", die entlang des Strands liegt, und
der Name eines bedeutenden Naturschutzgebiets.

## Namensherkunft
Der Name Dungeness leitet sich wahrscheinlich vom altnordischen Wort nes (Landspitze) ab.

## Ökologie

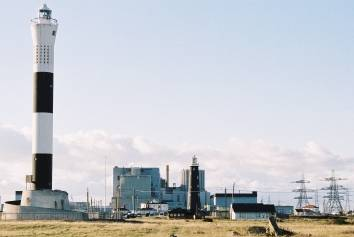
Der Leuchtturm und das Kernkraftwerk bei Dungeness

Dungeness besitzt einen der längsten Kiesstrände der Welt.
Die Landschaft ist von großer geomorphologischer Bedeutung, aber auch in Hinsicht
auf die Pflanzenwelt, die Lebensgemeinschaften der wirbelloser Tiere und der Wildvögel ist die Gegend wichtig.
Die Landschaft steht unter der Beobachtung des National Nature Reserve (NNR) und ist eine "Site of Special Scientific Interest", SSSI. Das Klima ist sehr mild, die Halbinsel hat mehr Sonnentage und zwei Wochen weniger Frost als der britische Durchschnitt.
Die Wildflora umfasst 600 verschiedene Pflanzenarten (ein Drittel aller in England existierenden Pflanzenarten),
Insekten, Motten, Wildbienen, Spinnen und Käfer, viele davon sind sehr selten, einige finden sich nur hier auf den britischen Inseln. Von der Flut gefüllte Kiesmulden, die mit frischem und Brackwasser gefüllt sind,
bilden ein Rückzugsgebiet für Zug- und einheimische Vögel.
Auch eine Anzahl seltener Flechten kommt auf der Halbinsel vor.

## Leuchttürme

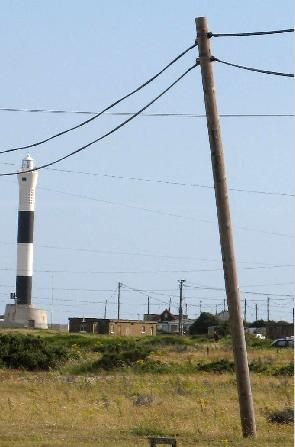
Leuchtturm von Dungeness

Die Küste von Dungeness wurde im Laufe der Jahre von fünf Leuchttürmen geschützt, von denen der erste nur aus einer Bake bestand.
1615 wurde der erste Leuchtturm errichtet und 1635 durch einen neuen ersetzt, als die Küstenlinie sich verlagerte. Als mehr Kies aufgeschwemmt war, wurde 1792 ein weiterer Leuchtturm gebaut. 1901 folgte der vierte Leuchtturm; dieser wurde stillgelegt, als 1961 der fünfte erbaut und als The Old Lighthouse zu einer Touristenattraktion wurde.
An der Küste befinden sich zahlreiche Wracks, darunter ein deutsches Unterseeboot.

## Kernkraftwerk
Es gibt zwei Kernkraftwerke in Dungeness, das erste wurde 1965 errichtet, das zweite 1983.
Beide liegen mitten in einem Naturschutzgebiet, der Bau erfolgte mit einer Ausnahmegenehmigung.
Von 1961 bis 1984 befand sich dort auch die Stromrichterstation für das Gleichstromkabel durch den Ärmelkanal.

## Künstlergemeinschaft "Village"

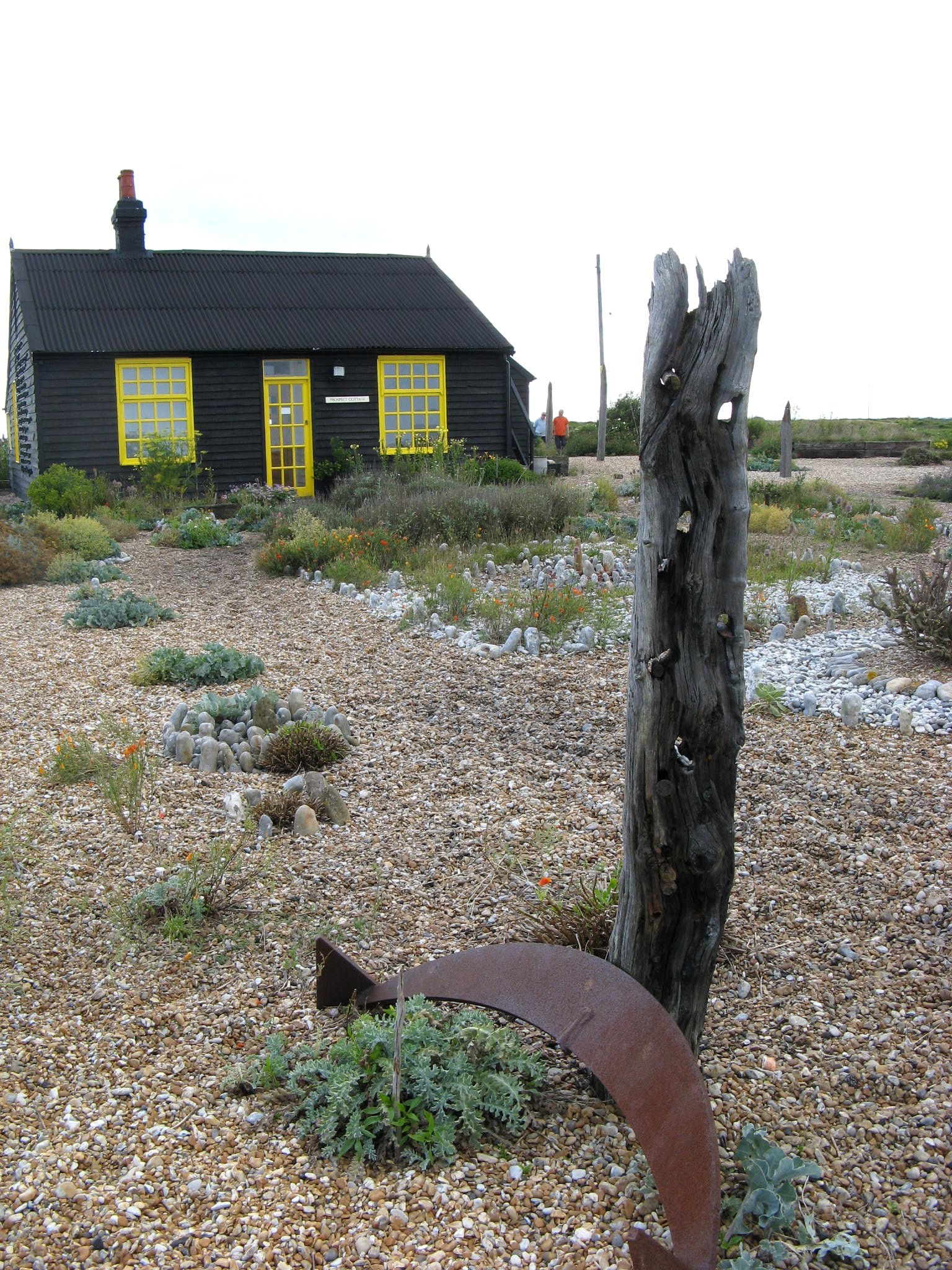
Derek Jarmans Haus in Dungeness

Dungeness ist ein Weiler, eine verstreute Ansammlung einzelner Wohnhäuser.
Bei den meisten handelt es sich um kleine Holzhäuser, viele entlang einer bis heute im Regelbetrieb befahrenen Schmalspurbahn-Strecke, der Romney, Hythe and Dymchurch Railway.
Die Häuser waren von Fischern, später von Künstlern und Ruhesuchenden bewohnt.
Der bekannteste Bewohner war der 1994 verstorbene Künstler und Regisseur Derek Jarman.
Nachdem im Jahr 1986 eine AIDS-Erkrankung festgestellt worden war, zog er sich in das Haus Prospect Cottage zurück, dessen Garten er unter Verwendung von Steinen, Treibholz und Rostobjekten künstlerisch gestaltete.
Ein Bunker vom Typ Pluto dient heute als Kapelle, in der Erntedank- und Weihnachtsgottesdienste gefeiert werden.

## Sonstiges
Am 22. Januar 1873 wurde der britische Klipper Northfleet, der vor Dungeness vor Anker lag, von einem spanischen Dampfer gerammt und ging unter, wobei 293 Passagiere und Besatzungsmitglieder ums Leben kamen.
Das Coverfoto des Pink-Floyd-Albums "A Collection of Great Dance Songs" aus dem Jahre 1981 wurde von Hipgnosis dort aufgenommen.